# Metoda rozkładu Pełczyńskiego
Metoda rozkładu Pełczyńskiego – twierdzenie stosowane do dowodzenia istnienia izomorfizmu pomiędzy parą przestrzeni Banacha. Twierdzenie udowodnione w 1960 roku przez polskiego matematyka, Aleksandra Pełczyńskiego, najczęściej znane jest w następującym sformułowaniu:
Niech X i Y będą takimi przestrzeniami Banacha, że X jest izomorficzna z komplementarną podprzestrzenią przestrzeni Y, natomiast Y jest izomorficzna z komplementarną podprzestrzenią przestrzeni X. Niech ponadto spełniony będzie którykolwiek z poniższych warunków:
a) X ≃ X ⊕ X oraz Y ≃ Y ⊕ Y,
b) X ≃ ℓp(X) dla pewnego p ∈ [1, ∞) bądź X ≃ c0(X).
Wówczas, przestrzeń X jest izomorficzna z Y.
Powyżej, symbole c0(X) i ℓp(X) oznaczają, odpowiednio, c0-sumę i ℓp-sumę przeliczalnie wielu kopii przestrzeni X.

## Dowód
Niech X ≃ Y ⊕ E oraz Y ≃ X ⊕ F dla pewnych przestrzeni E i F.
Pod założeniem a), z uwagi na to, że Y ≃ Y ⊕ Y, istnieje izomorfizm
X ≃ Y ⊕ Y ⊕ E ≃ Y ⊕ X ≃ X ⊕ Y ≃ X ⊕ X ⊕ Y ≃ X ⊕ X ⊕ X ⊕ F ≃ X ⊕ X ⊕ F ≃ X ⊕ F ≃ Y.
Pod założeniem b), w szczególności zachodzi X ≃ X ⊕ X. Wówczas Y ≃ X ⊕ F ≃ X ⊕ X ⊕ F ≃ X ⊕ Y. Zachodzi więc
X ≃ ℓp(X) ≃ ℓp(Y ⊕ E) ≃ ℓp(Y) ⊕ ℓp(E) ≃ Y ⊕ ℓp(Y) ⊕ ℓp(E) ≃ Y ⊕ X ≃ X ⊕ Y ≃ Y.
Analogiczny dowód przeprowadza się dla X ≃ c0(X).

## Przykład zastosowania
- Korzystając z metody rozkładu Pełczyńskiego można udowodnić, że każda nieskończenie wymiarowa komplementarna podprzestrzeń przestrzeni c0 bądź przestrzeni ℓp (p ∈ [1, ∞)) jest izomorficzna z wyjściową przestrzenią.
- Można dowieść, używając metody rozkładu Pełczyńskiego, że przestrzenie Banacha ℓ∞ i L∞[0,1] są izomorficzne[2] (nie są one jednak izometryczne).

## Literatura
1. Fernando Albiac, Nigel J. Kalton: Topics in Banach Space Theory. Springer-Verlag GmbH, 2006, s. 34-36. ISBN 978-0-387-28141-4.
2. Robert E. Megginson: An Introduction to Banach Space Theory. Springer, 1998. ISBN 978-0-387-98431-5. Brak numerów stron w książce